# 西班牙没收
西班牙没收是指西班牙政府从18世纪末到20世纪初做出的一系列没收和出售宗教團體财产的舉動，其中有不少財產是来自於天主教会。西班牙没收始于1798年的“没收戈多伊，并于1924年12月16日结束。类似的现象也发生在墨西哥等其他国家。西班牙當局將宗教團體財產拍賣後把所获得资金用於償還自己所發行的公共债券。